# Eros - Lo giuro
Eros - Lo giuro è la biografia ufficiale del cantante italiano Eros Ramazzotti, scritta da Luca Bianchini e pubblicata nel novembre del 2005. Il libro racconta la vita e i successi del cantante, svelando aspetti, comportamenti e aneddoti sconosciuti ai più. Nel 2006 è stato anche tradotto in tedesco e in bulgaro.